# Pematang Johar
Pematang Johar is een bestuurslaag in het regentschap Deli Serdang van de provincie Noord-Sumatra, Indonesië. Pematang Johar telt 14.348 inwoners (volkstelling 2010).